# Eriogonum intrafractum
Eriogonum intrafractum là một loài thực vật có hoa trong họ Rau răm. Loài này được Coville & C.V.Morton mô tả khoa học đầu tiên năm 1936.